# AL Aplemont Le Havre
L'Amicale laïque Aplemont Le Havre est un club français de basket-ball dont la section féminine appartient, en 2011-2012, à la Ligue 2 (2e division). Le club est basé dans la ville du Havre.

## Historique
L’AL d’Aplemont Le Havre est issu de la création en 1950 d’une association regroupant le centre aéré de Montgeon et de l’école Paul Bert du quartier d'Aplemont à l’initiative du directeur de l’école primaire Paul Bert, sous le nom d'Amicale laïque d’Aplemont-Montgeon. Montgeon ayant disparu, l’association prend son nom actuel en 1962 et plusieurs sections sportives sont créées : basket-ball, badminton, tennis de table, dont ne subsiste que le basket-ball. En 1963, l’Amicale de la Mailleraye apporte sa section féminine de basket-ball au club. Depuis 1987, le club a organisé une dizaine de tournois internationaux de jeunes. De 1991 à 2005, l'équipe masculine évolue en nationale. En 1996, le club se dote d’un centre de formation qui regroupe les espoirs du club de minimes à cadets avec des horaires scolaires aménagés.
En 2010, le club accède à la Ligue 2 et finit premier relégable. Toutefois, le refus d'engagement de Saint-Étienne laisse entrevoir un possible repêchage.
Avec 17 défaites en 26 rencontres durant la saison 2014-2015, le club est sportivement rétrogradable mais peut espérer un repêchage ayant des finances saines. En cas de maintien, le président annonce vouloir recruter une étrangère plus expérimentée : « Jusque-là, on a toujours pris une Américaine de second rang, avec un petit salaire. Il faut trouver une top-joueuse qui ne sortira pas de l’Université, qui n’aura jamais quitté sa famille et ses amis. On la choisira déjà installée en Europe ». Non maintenu en Ligue 2, le club engage l'américaine Nya Jordan et annonce vouloir faire appel de son-maintien en Ligue 2.

## Palmarès
- 1976 : ½ finaliste du championnat de France N3 à Chalon-sur-Saône
- 1986 : ½ finaliste du championnat de France N3 à Saint-Amand
- 2004 : ½ finaliste du championnat de France N3 à Châteauroux
- 2006: ¼ finaliste du championnat de France N3 à Paris, ¼ finaliste du Trophée Coupe de France à Saint-Dizier
- 2007 : ½ finaliste du Trophée Coupe de France à Dives-sur-Mer
- 2009 : 1re place Nationale 2 Poule C, quart de finaliste pour la montée en NF1 qui n'est  pas acquise après la défaite face à Nantes-Rezé, 1/4 de finaliste Trophée Coupe de France à Landerneau, défaite face à Villeurbanne
- 2010 : 1re place de Nationale 2 Poule C, 3e des phases finales à Cahors, Accession à la Ligue 2[4].

## Effectif 2014-2015
- Entraîneur :  Laurent Chamu
- Assistant : Régis Traina

| Numéro | Nom                | Âge              | Taille | Nationalité | Poste      |
| 4      | Malou De Kergret   |                  |        | France      |            |
| 5      | Joelly Belleka     | 1995             | 1,70 m | France      | Meneuse    |
|        | Angélique Leroux   | 1996             | 1,75 m | France      | Ailière    |
| 7      | Emmanuelle Nauleau | 1984             | 1,82 m | France      | Intérieure |
| 9      | Adriana Gresnerova |                  |        | Slovaquie   | Arrière    |
| 11     | Aïda Fall          | 1986             | 1,95 m | France      | Intérieure |
| 12     | Mélissa Micaletto  |                  |        | France      |            |
| 14     | Karneshia Garrett  | 10 décembre 1990 | 1,88 m | États-Unis  | Intérieure |
| 15     | Mélissa Mendes     | 1988             | 1,78 m | France      | Ailière    |

## Effectif 2013-2014
- Entraîneur :  Laurent Chamu
- Assistant : Régis Traina

| Numéro | Nom                | Âge             | Taille | Nationalité | Poste      |
|        | Joelly Belleka     | 1995            | 1,70 m | France      | Meneuse    |
|        | Aïda Fall          | 1986            | 1,95 m | France      | Intérieure |
|        | Angélique Leroux   | 1996            | 1,75 m | France      | Ailière    |
|        | Mélissa Mendes     | 1988            | 1,78 m | France      | Ailière    |
|        | Emmanuelle Nauleau | 1984            | 1,82 m | France      | Intérieure |
| '      | Sarah Ousfar       | 28 juillet 1993 | 1,83 m | France      | Intérieure |
|        | Kelsey Sigl        | 1991            | 1,84 m | États-Unis  | Arrière    |
|        | Ljiljana Tomasevic | 1988            | 1,72 m | Serbie      | Meneuse    |
|        | Davorka Balic      | 1987            | 1,86 m | Croatie     | Ailière    |

## Effectif 2011-2012
Arrivées : Whitney Miguel (ex-Rennes), Leslie Matanga (ex-Toulouse), Lucie Desmoliens (ex-Chartres), Ida Tryggedsson (Danemark)
Effectif:
Entraîneur :  Laurent Chamu,
| Numéro | Nom                | Âge              | Taille | Nationalité | Poste      |
|        | Michelande Auger   | 1982             | 1,73 m | France      | Arrière    |
|        | Lucie Demolliens   | 1989             | 1,73 m | France      | Arrière    |
|        | Bintou Dieme       | 1er février 1984 | 1,63 m | France      | Meneuse    |
|        | Leslie Matanga     | 1990             | 1,77 m | France      | Meneuse    |
|        | Emmanuelle Nauleau | 1984             | 1,82 m | France      | Intérieure |
| '      | Kekelly Elenga     | 1991             | 1,86 m | France      | Intérieure |
|        | Ida Preetzmann     | 1982             | 1,73 m | Danemark    | Arrière    |
|        | Lalya Sidibé       | 15 mars 1991     | 1,78 m | France      | Ailière    |
|        | Kayla Smith        | 1988             | 1,83 m | États-Unis  | Intérieure |

## Effectif 2010-2011
Championnat : Ligue féminine 2
Classement : douzième (12 victoires-18 défaites)
Effectif:
Entraîneur :  Laurent Chamu,
| Numéro | Nom                 | Âge  | Taille | Nationalité                      | Poste      |
|        | Michelande Auger    | 1982 | 1,73 m | France                           | Arrière    |
|        | Mélanie Behey       | 1984 | 1,75 m | France                           | Ailière    |
|        | Virginie Kevorkian  | 1976 | 1,72 m | France                           | Meneuse    |
|        | Priscilla Lokoka    | 1991 | 1,87 m | France                           | Intérieure |
|        | Jolie Mbaka Ndoo    | 1978 | 1,87 m | République démocratique du Congo | Intérieure |
|        | Emmanuelle Nauleau  | 1984 | 1,82 m | France                           | Intérieure |
| '      | Kekelly Elenga      | 1991 | 1,86 m | France                           | Intérieure |
|        | Héloïse Rossignol   | 1985 | 1,83 m | France                           | Ailière    |
|        | Alexandra Tchangoue | 1985 | 1,80 m | France                           | Arrière    |
|        | Lara Tran Van Nho   | 1983 | 1,57 m | France                           | Meneuse    |
|        | Manon Vermeire      | 1990 | 1,72 m | France                           | Arrière    |

Avec 16,4 points et 9,5 rebonds par match, Alexandra Tchangoue s'est imposée comme la leader de l'équipe.

## Joueuses célèbres ou marquantes
- Alexandra Tchangoue
- Bintou Dieme
- Anita Medsarosse